# PC Format
PC Format fue una revista de computación distribuida en el Reino Unido por Future plc y licenciada a otras editoras alrededor del mundo. Se publicó entre 1991 y 2015 y fue parte de la serie de revistas Format de Future plc que incluía artículos acerca de juegos, entretenimiento y cómo sacarle el mayor provecho a la plataforma. A pesar de las raras menciones a las alternativas, PC Format utiliza el término «PC» para referirse a una computadora con el sistema operativo Microsoft Windows.

## Detalles
Dirigida a un lector de alrededor de 30 años, PCF era mucho más irreverente y testaruda que su competencia, orientándose hacia el estilo de vida además de una revista de informática. En sus inicios, se promocionó como una revista de entretenimiento para PC, lo que significa que no estaba dirigida al mercado empresarial ni únicamente a los juegos. Esto incluía contenidos como edición de vídeo, animación, diseño web y otros, muchos de los cuales no eran muy comunes en la PC en ese momento.
PC Format incluía un disco o CD con la portada, similar a muchas otras revistas de informática. Inicialmente, estos estaban en formatos de disquete de 5¼ y 3½ pulgadas; este estándar progresó a CD-ROM y DVD-ROM a medida que la tecnología avanzaba.
PC Format se enorgullecía de ser imparcial en sus reseñas y con frecuencia otorgaba puntuaciones bajas a juegos exitosos que sus críticos consideraban de mala calidad. Utilizó el rango completo de 0 a 100% para sus reseñas de juegos, en lugar de tener 50% para un mal juego y 100% para un gran juego. La revista rara vez otorgó un puntaje entre 30% y 50%, mostrando puntuaciones radicales para juegos con la creencia de que los juegos mediocres son difíciles de reseñar. Muy raramente se concedían puntuaciones superiores al 90%. Si un juego obtuvo una puntuación superior al 90% recibió un premio PCF Gold. Antes de que la revista fuera rediseñada en enero de 2007, la revista también otorgaba puntajes superiores al 80% con un premio a la puntuación más alta o al mejor equipo.
Inmediatamente antes del lanzamiento de PC Format, la serie Format abarcaba tres plataformas: Commodore Format, ST Format y Amiga Format. Las revistas de la serie 'Format' en la fecha de su última publicación eran MacFormat (lanzada en 1993), Linux Format (lanzada en 2000) y PC Format ; a partir de 2023 solo se siguen publicando MacFormat y Linux Format.
El sitio web de PCFormat era parte de la red de sitios TechRadar.com, el portal de tecnología de Future plc.

## Contenido
El contenido principal de la revista incluía avances y reseñas de los últimos juegos, revisiones de software y hardware, noticias de informática, una amplia gama de tutoriales y una sección de ayuda técnica. También incluyó artículos de investigación y de vanguardia sobre la cultura informática en general. Desde el rediseño final, la revista se centró más en los juegos (PLAY) y el hardware de rendimiento (WIRED), en lugar de la gama más amplia explorada anteriormente. Luego también se puso mucho más énfasis en los artículos sobre overclocking y modding, en línea con el nuevo hardware de rendimiento y el enfoque en juegos.
La revista fue desviando gradualmente su atención de los juegos para centrarse más en el hardware. A partir de la edición de septiembre de 2010, normalmente no se analizaban más de cuatro juegos por mes.